# Заридзе, Давид Георгиевич
Дави́д Гео́ргиевич Зари́дзе (род. 9 января 1941) — советский и российский онколог, доктор медицинских наук, профессор, член-корреспондент РАМН (2000), член-корреспондент РАН (2014), заслуженный деятель науки Российской Федерации, лауреат премии правительства Российской Федерации, лауреат Государственной премии Российской Федерации в области науки и технологий, заведующий отделом клинической эпидемиологии НИИ КО ФГБУ "НМИЦ онкологии им. Н.Н. Блохина" Минздрава России. Приглашённый профессор Оксфордского университета (2014–2019). Приглашённый ведущий научный сотрудник Международного института профилактики (2010–2020). Научный координатор Европейской Школы онкологии по Евразийскому региону (2014–2016). Президент Противоракового общества России(2005–н.в.). Президент Центрально- и Восточно-Европейской Школы онкологии (2017–н.в.).

## Биография
Давид Георгиевич родился 9 января 1941 года в семье ученых. 
Отец – Заридзе Георгий Михайлович, доктор геолого-минералогических наук, профессор, академик АН Грузии, зав. кафедрой   петрографии Грузинского политехнического университета, ректор Грузинского политехнического университета.
Мать – Татришвили Нина Фоминична, доктор геолого-минералогических наук, профессор кафедры минералогии Тбилисского государственного университета, зав. отделом минералогии и петрографии института геологии АН Грузии. Первая женщина-доктор геолого-минералогических наук в Грузии и одна из первых в СССР.
С золотой медалью окончил среднюю школу. В 1965 году, после окончания 2-го Московского медицинского института им. Н.А. Пирогова поступил в аспирантуру отдела патоморфологии Института экспериментальной и клинической онкологии (ИЭКО) РАМН, где в 1969 году защитил кандидатскую диссертацию на тему: «Морфогенез и некоторые вопросы классификации рака щитовидной железы» под руководством академика Н.А. Краевского и д.м.н. Н.Т. Райхлина. В 1977 году защитил докторскую диссертацию «ЗОБ и эпителиальные опухоли щитовидной железы (морфологическое исследование)» (научный консультант – академик Н.А. Краевский). Диссертация посвящена изучению морфологических особенностей гиперпластических и опухолевых образований щитовидной железы и их связи с клиническим течением. В статьях, опубликованных по теме диссертации, Д.Г. Заридзе впервые в отечественной литературе описал солидный (медуллярный) рак щитовидной железы с амилоидной стромой и включил его в классификацию рака щитовидной железы. Им впервые описан индолентный, клинически незначимый маленький рак щитовидной железы. Д.Г. Заридзе впервые в мире предложил и частично подтвердил гипотезу о роли лимфоцитов в ограничении прогрессии опухоли при раке щитовидной железы.
Заридзе Д.Г., Пропп Р.М. Рак щитовидной железы с амилоидной стромой. Вопросы онкологии. 1968; 10:9-13.
Заридзе Д.Г., Пропп  Р.М. О маленьком раке щитовидной железы. Архив патологии. 1973; 35(12):24-28.
Заридзе Д.Г. О роли лимфоцитов в ограничении прогрессии опухоли при некоторых формах рака щитовидной железы. Архив патологии. 1980; 42(3):54.
Заридзе Д.Г. Актуальные вопросы изучения патологической анатомии эпителиальных опухолей щитовидной железы. Архив патологии. 1980; 42:113.
Kraevski NA, Raikhlin NT, Mikhailov IG, Smirnova EA, Zaridze DG.The structural and functional organization of the thyroid gland and special features of the tumours of this organ. Neoplasma. 1974; 21(1):83-99.
После окончания аспирантуры Давид Георгиевич с 1970 по 1975 годы работал младшим, а затем старшим научным сотрудником отдела патоморфологии Института экспериментальной и клинической онкологии (ИЭКО). 
В 1976–1977 гг. по стипендии ВОЗ (МАИР) прошел курс по эпидемиологии и статистике в Лондонском университете и отделе эпидемиологии Оксфордского университета. В период с 1978 по 1985 гг. работал в Международном агентстве по изучению рака, руководил международными программами по различным аспектам эпидемиологии злокачественных опухолей, в частности, программами «Питание и рак» и «Курение и рак». Результаты исследований опубликованы в престижных международных журналах.
С 1986 года – заведующий отделом эпидемиологии и профилактики РОНЦ им. Н.Н. Блохина. В период с 1987 по 2008 год – директор НИИ канцерогенеза РОНЦ им. Н.Н. Блохина, с 2012 по 2016 гг. – заместитель директора РОНЦ им. Н.Н. Блохина, с 2016 г. по н.в. – заведующий отделом клинической эпидемиологии НИИ КО ФГБУ «НМИЦ онкологии им. Н.Н. Блохина» Минздрава России. С 2005 г. – бессменный президент Противоракового общества России. С 2017 г. – президент Центрально- и Восточно-Европейской Школы онкологии.
Профессор Заридзе внес принципиальный вклад в изучение этиологии и эпидемиологии злокачественных опухолей. Первые работы профессора Давида Заридзе по   эпидемиологии злокачественных опухолей (ЗО) посвящены факторам риска рака. В 1983 г. в журнале Национального Института рака (США) была опубликована его  основополагающая статья, посвященная этиологии рака толстой кишки (J Natl Cancer Inst, 1983 – цитируется 178), которая положила начало исследованиям и, соответственно, публикациям о роли питания в этиологии рака молочной железы (Int J Cancer, 1991 – цитируется 208) и толстой кишки (Еur J Cancer, 1992 – цитируется 106). 
Zaridze DG.Environmental etiology of large-bowel cancer. J Natl Cancer Inst. 1983; 70(3):389-400.
Zaridze DG Diet and cancer of the large bowel. Nutr Cancer. 1981; 2(4):241-9.
Boyle P, Zaridze DG. Colorectal cancer as a disease of the environment. Ecol Dis. 1983; 2(4):241-8.
Boyle P, Zaridze DG, Smans M. Descriptive epidemiology of colorectal cancer. Int J Cancer. 1985; 36(1):9-18.
Zaridze DG, Muir CS, McMichael A. Diet and cancer: value of different types of epidemiological studies. J. Nutr Cancer. 1985; 7(3):155-66.
Zaridze DG. Diet and cancer. World Rev Nutr Diet. 1986; 48:195-221.
Zaridze D, Lifanova Y, Maximovitch D, Day NE, Duffy SW. Diet, alcohol consumption and reproductive factors in a case-control study of breast cancer in Moscow. Int J Cancer. 1991; 48(4):493-501.
Zaridze D, Filipchenko V, Kustov V, Serdyuk V, Duffy S. Diet and colorectal cancer: results of two case-control studies in Russia. Eur J Cancer. 1992; 29A(1):112-5.
Заридзе Д.Г. Эпидемиология рака толстой кишки. Вопросы онкологии. 1982. Т. 28. № 11. С. 85.
Заридзе Д.Г. Роль питания в профилактике рака. Вестник Академии медицинских наук СССР. 1984. № 5. С. 60.
Заридзе Д.Г. Эпидемиологическое исследование морфогенетической связи между аденомой и раком толстой кишки. Архив патологии. 1987. № 12. С. 25.
Cерия статей, посвященных раку предстательной железы, опубликованы в Int J Cancer, 1984 (цитируется 174), Br J Urol, 1987 (цитируется 161), Eur J Cancer, 1993 (цитируется 58). В статье, «Динамика заболеваемости раком предстательной железы», автор впервые указывает на роль скрининга в росте заболеваемости раком этого органа, проблему, которая продолжает быть актуальной по сей день: «Рост заболеваемости раком простаты, который последовал за широким распространением ПСА–скрининга, можно объяснить выявлением латентного клинически незначимого рака, который в отсутствие скрининга клинически не проявляется, не дает симптомов и никогда не прогрессирует. На продолжительность и качество жизни мужчин этот рак не влияет».
Zaridze DG, Boyle P, Smans M. International trends in prostatic cancer. Int J Cancer. 1984; 33(2):223-30.
Zaridze DG, Boyle P. Cancer of the prostate: epidemiology and aetiology. Br J Urol. 1987;59(6):493-502.
Boyle P, Zaridze DG. Risk factors for prostate and testicular cancer. Eur J Cancer. 1993; 29A:1048-55.
К вопросу о гипердиагностике  Д.Г. Заридзе вернулся через 40 лет и показал, что рост заболеваемости раком щитовидной железы вызван УЗИ скринингом и выявлением клинически незначимого рака щитовидной железы. Так, за  период с 1999 по 2018 гг. в России выявлено на 138, 325 (70%) больше случаев РЩЖ по сравнению с ожидаемым числом  (Cancer Epidemiology, 2021 – цитируется 27).
Д.Г. Заридзе, И.С. Стилиди, А.Д. Каприн, Д.М. Максимович. Гипердиагностика рака щитовидной железы. Практическая онкология. 2020; 21(4):312-326.
Zaridze D, Maximovitch D, Stilidi I. Thyroid cancer overdiagnosis revisited. Cancer Epidemiol. 2021; 74:102014 (цитируется 27).
Анализ заболеваемости детскими острыми лейкозами в Казахстане, в населенных пунктах, расположенных вблизи г. Семипалатинск, где в начале 1960-х годов были проведены наземные и подземные испытания атомной бомбы, показал связь между повышенной заболеваемостью лейкозами у детей и расстоянием от места проведения испытаний (Int J  Cancer, 1994 – цитируется 56).
Zaridze D, Li N, Men T. Childhood cancer incidence in relation to distance from the former nuclear testing site in Semiplatnsk, Kazakhstan. Int J Cancer. 1999; 59:471-475 (цитируется 56).
Д. Заридзе впервые был показан протективный эффект приема аспирина для превенции рака желудка (Int JCancer, 1999 – цитируется 180).  
Zaridze D, Borisova E, Maximovitch D, Chkhikvadze М. Aspirin protects against gastric cancer: results of case-control study from Moscow. Int J Cancer. 1999; 82(4):473-6 (цитируется 108).
Профилактические меры, основанные на результатах научных исследований Д. Заридзе, привели к снижению заболеваемости и смертности от ряда форм злокачественных опухолей в России и сохранили жизни миллионам россиян. Например, на основании результатов его работ в области табачного канцерогенеза Минздравом СССР и затем и России были приняты гигиенические нормативы по содержанию в табачном дыме смолы (Tobacco International Health Hazard, Editors David Zaridze, Richard Peto, IARC Scientific Publication, Lyon, 1986). В результате этой научно обоснованной профилактической меры, которая привела к снижению содержанию канцерогенных веществ в табачном дыме сигарет и папирос, в России снизилась заболеваемость и смертность от рака легкого и других, ассоциированных с курением форм рака, что сохранило жизнь более полумиллиона курильщиков, которые в противном случае умерли бы от рака легкого и других форм рака, причиной которых является курение. (Tobacco International Health Hazard, Editors David Zaridze, Richard Peto, IARC Scientific Publication, Lyon, 1986).
Одно из наиболее значительных популяционных эпидемиологических исследований, инициированных и проведенных Давидом Заридзе – исследование причин высокой заболеваемости раком пищевода и полости рта в Узбекистане. Проведен опрос и обследование населения, включая осмотр полости рта, эзофагоскопию и взятие образцов крови для последующего анализа на металлы и витамины. В результате получены убедительные данные о роли потребления оральной формы бездымного табака (нас) в этиологии рака полости рта. Доказано, что потребление наса приводит к развитию оральных лейкоплакий и рака полости рта. При эзофагоскопическом обследовании выявлена высокая распространённость среди местного населения хронического атрофического эзофагита, с признаками разной степени дисплазии, которые рассматриваются как предраковые изменения. Высокую заболеваемость раком пищевода связывают с недостатком в потребления овощей и фруктов, и соответственно, витаминов. Интервенционное исследование, проведенное в той же популяции с применением комплекса витаминов (бета-каротина, витамина Е), привело к снижению распространенности лейкоплакий и эзофагитов.   
Zaridze DG, Blettner M, Trapeznikov NN, et al. Survey of a population with a high incidence of oral and oesophageal cancer. Int J Cancer. 1985; 36(2):153-8.
Zaridze DG, Kuvshinov JP, Matiakin E, Polakov BI, Boyle P, Blettner M. Chemoprevention of oral and esophageal cancer in Uzbekistan, Union of Soviet Socialist Republics. Natl Cancer Inst Monogr. 1985; 69:259-62.
D Zaridze, T Evstifeeva, P Boyle. Chemoprevention of oral leukoplakia and chronic esophagitis in an area of high incidence of oral and esophageal cancer. Ann Epidemiol. 1993; 3(3):225-234.
Evstifeeva TV, Zaridze DG. Nass use, cigarette smoking, alcohol consumption and risk of oral and oesophageal precancer. Eur J Cancer B Oral Oncol. 1992; 28B(1):29-35.
Zaridze DG, Basieva T, Kabulov M, Day NE, Duffy SW. Oesophageal cancer in the Republic of Karakalpakstan. Int J Epidemiol. 1992; 21(4):643-8.
Zaridze DG, Kuvshinov IuP, Khodzhaeva MKh, Parshikova SM, Poddubnyĭ BK. Results of examination of a population from a region with a high incidence of esophageal cancer: precancerous lesions of the esophageal mucosa. Vopr Onkol. 1986; 32(7):36-40.
Zaridze DG, Trapeznikov NN. Risk factors for cancer of the oral cavity and esophagus in a high incidence region. Vopr Onkol. 1986; 32(10):31-6.
Muir CS, Zaridze DG. Smokeless tobacco and cancer: an overview. IARC Sci Publ. 1986; (74):35-44.
Zaridze DG, Bukin IuV, Orlov EN, et al. Relationship between the character of pathological changes in the esophageal mucosa and deficiency of several vitamins in a population with high incidence of esophageal cancer. Vopr Onkol. 1989; 35(8):939-45.
Еще одно важное исследование, которое показало астрономически высокую заболеваемость злокачественными опухолями среди малочисленных народов Дальнего Востока и Северной Сибири, способствовало разработке профилактических мер среди этих групп населения, а именно: снижению распространённости курения и модификации типа питания (Int J Cancer, 1993 – цитируется 83).
Заридзе Д.Г., Марочко А., Мень Т.Х., Кустов В.И. Заболеваемость злокачественными опухолями коренного населения Дальнего Востока. Вестник РОНЦ РАМН. 1993; 7(3):3-11.
Zaridze DG, Marochko  A, Basieva T,  Duffy SW. Cancer incidence in the native peoples of far eastern Siberia. Int J Cancer, 1993; 54:889-94.
Результаты руководимого Д. Заридзе научного проекта, доказавшего выраженную связь между опасным потреблением алкоголя и высокой смертностью (сверх смертностью) в России, легли в основу эффективнейшей программы по профилактике алкоголизма, принятой в нашей стране в 2009 году. Результаты этого эпидемиологического исследования, которое включало как ретроспективную, так и проспективную когорту, вылились в серию важнейших публикаций в международных журналах: Int J Cancer, 1999 (цитируется 320), Lancet, 2009 (цитируется 502), Lancet, 2014 (цитируется 222). Реализация этой программы привела к значительному снижению потребления алкоголя и снижению смертности, что сохранило жизни 3,5 млн россиян.
Zaridze D, Maximovitch D, Boroda A, et al. Alcohol poisoning is a main detewrminant of resent  mortality trends in Russia. Int J Epidemiol. 2009; 38:143-153 (цитируется 320).
Zaridze D, Boroda A, Karpov К, еt al. Alcohol and cause-specific mortality in Russia: a retrospective case-control study of 48,557 adult deaths. Lancet. 2009; 373:2201-14 (цитируется 330).
Zaridze D, Boroda A, Karpov R. Alcohol and mortality in Russia: prospective observational study of 151,000 adults. Lancet. 2014, 383:1465-1473 (цитируется 222).
Хочется отметить лидерство руководимой профессором Заридзе команды онкологов – эпидемиологов в изучении особенностей заболеваемости и смертности от злокачественных опухолей в нашей стране и ее регионах, анализе тенденции этих показателей в сравнении с мировыми трендами, прогнозировании как краткосрочных, так и долгосрочных тенденций и факторов их определяющих (BMJ, 2003 – цитируется 168).  
Men T, Brennan P, Boffetta P, Zaridze D. Russian mortality trends for 1991-2001: analysis by cause and region. BMJ. 2003; 327(7421):964 (цитируется 168).
Д.Г. Заридзе, И.С. Стилиди, А.Д. Каприн. Динамика заболеваемости злокачественными новообразованиями и смертности от них в России. Вопросы онкологии. 2018; 64(5):578-591.
Исследования Давида Заридзе и его группы показали, что статус курения влияет и на прогноз онкологических больных. Продолжение курения после постановки онкологического диагноза ухудшает прогноз, а отказ от курения его улучшает. Бросившие курить онкологические больные живут на 2–3 года дольше, чем больные, которые продолжали курить. Эффективность отказа от курения в улучшении прогноза онкологических больных, как минимум, не уступает эффективности инновационных методов терапии, а с экономической точки зрения их превосходит. Это результат первых в мире масштабных эпидемиологических проспективных исследований, проведенных под руководством Д. Заридзе и опубликованных в 2021 и 2023 гг. в Annals Internal Medicine (цитируется 90) и J Clinical Oncology (цитируется 8), в журналах с огромной аудиторией читателей и, соответственно, очень высоким импакт-фактором. Отказ от курения, как важнейший компонент противоопухолевой терапии, включен в клинические рекомендации. Эта мера приведет не только к улучшению показателей противоопухолевой терапии и снижению смертности от онкологических болезней, но и к экономии многих миллионов рублей для системы здравоохранения, и для страны в целом. 
Sheikh M, Mukeriya A, Shangina O, Brennan P, Zaridze D. Postdiagnosis Smoking Cessation and Reduced Risk for Lung Cancer Progression and Mortality: A Prospective Cohort Study. Ann Intern Med. 2021; 174(9):1232-1239 (цитируется90).
Sheikh M, Mukeriya A, Shangina O,  Matveev V, Zaridze D., et al. Smoking Cessation After Diagnosis of Kidney Cancer Is Associated With Reduced Risk of Mortality and Cancer Progression: A Prospective Cohort Study. J Clin Oncol. 2023; 41(15):2747-2755 (цитируется 3).
Д.Г. Заридзе, Л.Д. Попович, А.Ф. Мукерия, О.В. Шаньгина, С.В. Светличная, К.К. Лактионов. Оценка экономических последствий (выгоды) отказа от курения у онкологических больных. Общественное здоровье. 2024; 4(3):30-38.
Широко известны работы Д. Заридзе и его коллег в области молекулярной эпидемиологии. В 2007 году на заре молекулярно-таргетной терапии ингибиторами тирозинкиназы в журнале Cancer Research опубликованы результаты исследования о связи курения с мутацией рецептора эпидермального фактора роста (EGFR) при немелкоклеточном раке легкого. Было показано, что мутации EGFR характерны  исключительно для некурящих больных. И сегодня фактор курения используется как маркер для отбора кандидатов на таргетную терапию, направленную на подавление активированного EGFR (Cancer Res, 2023 – цитируется 141).
Mounawar M, Mukeria A, Zaridze D., et al. Patterns of EGFR, HER2, TP53, and KRAS mutations of p14arf expression in non-small cell lung cancers in relation to smoking history. Cancer Res. 2007; 67:5667-72 (цитируется 141).
С участием профессора Заридзе и его сотрудников, совместно с международными консорциумами исследователей рака легкого, рака почки и опухолей головы и шеи, в журналах Nature, Nature Genetics и других престижнейших международных журналах опубликованы статьи по изучению роли наследственного генетического полиморфизма в этиологии ЗО. В журналах Nature и Nature genetics в 2008 г. были опубликованы статьи, положившие начало новому направлению в онкологии – изучению роли наследственного генетического полиморфизма в этиологии ЗО, а именно идентификации однонуклеотидных полиморфизмов (ОНП), влияющих на риск развития рака, в данном случае рака легкого (Nature, 2008 – цитируется 1478; Nature 2008, цитируется – 1668; Nature Genetics, 2008 – цитируется 641). Связь между ОНП и риском развития рака были также изучены для опухолей головы и шеи (Nature Genetics, 2008 – цитируется 207) и рака почки (Nature Genetics, 2011 – цитируется 360). За  этими пионерскими работами последовали десяток исследований с участием Давида Заридзе, в которых рассматривались различные аспекты проблемы генетического полиморфизмза. 
Hung RJ, McKay JD, Gaborieau V, Boffetta P, Hashibe M, Hainaut P, Brennan P, Mukeria A, Zaridze D. A susceptibility locus for lung cancer maps to nicotinic acetylcholine receptor subunit genes on 15q25. Nature. 2008, 452(7187):633-637 (цитируется 1478).
Thorgeirsson T.E., Geller F., Sulem P., Boffetta P., Hashibe M., Mukeria А, Zaridze D., Brennan P. A variant associated with nicotine dependence, lung cancer and peripheral arterial disease. Nature. 2008; 452(7187):638-642 (цитируется1668).
McKay JD, Hung RJ, Gaborieau V, Boffetta P, Chabrier A, Byrnes G, Zaridze D, Mukeria A, Brennan P, et al. Lung cancer susceptibility locus at 5p15.33. Nat Genet. 2008; 40(12):1404-6 (цитируется 641).
Новое направление молекулярной эпидемиологии, развиваемое МАИР – идентификация канцерогенных факторов, определяющих риск развития той или иной формы рака в регионах с высокой заболеваемостью, на основании мутационных сигнатур (отпечатков пальцев). В 2024 г. в Nature была опубликована статья с участием Давида Заридзе, посвященная идентификации мутаций при раке почки, вызванных воздействием канцерогенных факторов, влияющих на риск этой формы рака (Nature, 2024 – цитируется 5). 
Senkin S, Moody S, Abedi-Ardekani B, Gaborieau V, Mukeriya A, Shangina O, Matveev V, Zaridze D, et al. Geographic variation of mutagenic exposures in kidney cancer genomes. Nature, 2024; 629(8013):910-918.
Д. Заридзе — автор и ответственный редактор нескольких монографий: «Tobacco smoking: an internationalhealth hazard» (1986), Табак — основная международная угроза для здоровья (1989), «Cancer prevention in Europe» (1992), «Канцерогенез» (2000, 2004), «Профилактика рака» (2009), «Курение — основная причина рака» (2012). Им опубликованы около 400 статей в рецензируемых отечественных и зарубежных научных журналах, включая «Nature», «Nature Genetics», «Lancet». В результате, индекс цитирования работ Давида Георгиевича Заридзе — один из самых высоких среди российских ученых (индекс Хирша — 74 (РИНЦ), 77 (Scopus, Web of Science).
Научная деятельность Давида Заридзе получила международное признание. На протяжении многих лет он являлся приглашенным профессором Оксфордского университета и приглашенным ученым Международного института профилактики в Лионе. Он удостоен Государственной премии РФ в области науки и технологий за 2021 г. за разработку профилактических и клинических методов, направленных на предотвращение заболеваний, снижение смертности и увеличение ожидаемой продолжительности жизни граждан. В 2023 году Давид Заридзе занял 3-е место среди лучших ученых-медиков России по версии 3-го издания Research.com. 

## Членство в международных организациях
Д.Г. Заридзе являлся и является членом руководящих и научных советов международных организаций:
- Governing Council, International Union against Cancer (1998—2006),
- Executive Board, European Association of Cancer Research (1998−2002),
- Fellowship Committee, International Agency for Research on Cancer (1994—1995),
- Executive Board, Organization of European Cancer Institutes (1988—1994),
- WHO Advisory Panel in Oncology (1986—1992),
- Scientific Committee «Europe against cancer» (2000 −2005),
- Scientific Council, International Agency for Research on Cancer (2007—2010),
- Council, European Organization for Cancer Research (2009—2012),
- Scientific coordinator (ESO 2013—2019).

## Членство в редколлегии научных журналов
Д.Г. Заридзе является и являлся членом редколлегий международных и российских научных журналов:
- American J. Health Promotion
- Annals of Epidemiology
- Cancer Causes Control
- Cancer World
- European J Cancer Prevention
- European J. Cancer
- Experimental Oncology
- J. Epidemiology & Biostatistics
- J. Public Health Policy
- Lancet Oncology
- Oncology & Hematology
- Oral oncology
- The Breast
- Вестник РОНЦ им. Н. Н. Блохина
- Вопросы онкологии
- Российский онкологический журнал

## Награды
- Государственная премия Российской Федерации в области науки и технологий 2021 года (9 июня 2022) — за разработку профилактических и клинических методов, направленных на предотвращение заболеваний, снижение смертности и увеличение ожидаемой продолжительности жизни граждан[1]
- Орден Дружбы (18 июня 2021) — за заслуги в области здравоохранения и многолетнюю добросовестную работу
- Премия Правительства Российской Федерации в области науки и техники (2002)
- Заслуженный деятель науки Российской Федерации (2001)